# 연립 일차 방정식

수학에서 연립 일차 방정식(聯立一次方程式, 영어: system of linear equations) 또는 선형 방정식계(線形方程式系)는 여러 개의 일차 방정식으로 이루어진 연립 방정식이다. 모든 일차 방정식을 만족시키는 변수값 튜플을 해로 한다. 기하학적 관점에서, 실수 계수 연립 일차 방정식의 해는 초평면들의 교점과 같다. 연립 일차 방정식은 계수 행렬과 첨가 행렬을 사용하여 나타낼 수 있다. 연립 일차 방정식의 기본적인 해법은 가우스 소거법이다. 연립 일차 방정식은 선형대수학의 중요한 연구 대상이며, 많은 실제 문제의 모형이다.

## 정의
{\displaystyle m}개의 방정식으로 이루어진 {\displaystyle n}원 연립 일차 방정식은 다음과 같은 꼴이다.
{\displaystyle a_{11}x_{1}+a_{12}x_{2}+a_{13}x_{3}+\cdots +a_{1n}x_{n}=b_{1}}
{\displaystyle a_{21}x_{1}+a_{22}x_{2}+a_{23}x_{3}+\cdots +a_{2n}x_{n}=b_{2}}
{\displaystyle a_{31}x_{1}+a_{32}x_{2}+a_{33}x_{3}+\cdots +a_{3n}x_{n}=b_{3}}
{\displaystyle \vdots }
{\displaystyle a_{m1}x_{1}+a_{m2}x_{2}+a_{m3}x_{3}+\cdots +a_{mn}x_{n}=b_{m}}
행렬 곱셈의 정의에 의하여, 이는 다음과 동치이다.
{\displaystyle {\begin{pmatrix}a_{11}&a_{12}&a_{13}&\cdots &a_{1n}\\a_{21}&a_{22}&a_{23}&\cdots &a_{2n}\\a_{31}&a_{32}&a_{33}&\cdots &a_{3n}\\\vdots &\vdots &\vdots &&\vdots \\a_{m1}&a_{m2}&a_{m3}&\cdots &a_{mn}\\\end{pmatrix}}{\begin{pmatrix}x_{1}\\x_{2}\\x_{3}\\\vdots \\x_{n}\end{pmatrix}}={\begin{pmatrix}b_{1}\\b_{2}\\b_{3}\\\vdots \\b_{m}\end{pmatrix}}}
여기에 쓰인 세 행렬을 왼쪽부터 차례대로 {\displaystyle A_{m\times n}}, {\displaystyle x_{n\times 1}}, {\displaystyle b_{m\times 1}}라고 하면, 연립 일차 방정식은 다음과 같이 단순하게 쓸 수 있다.
{\displaystyle Ax=b}
이 경우, {\displaystyle A}를 이 연립 일차 방정식의 계수 행렬, {\displaystyle x}를 해 벡터(解-, 영어: solution vector), {\displaystyle b}를 소스 벡터(영어: source vector)라고 한다. 또한, 계수 행렬 옆에 소스 벡터를 덧붙인 행렬 {\displaystyle (A|b)}를 첨가 행렬이라고 한다.
연립 일차 방정식 {\displaystyle Ax=b}가 {\displaystyle b=0}을 만족시키면, 동차 연립 일차 방정식(同次聯立一次方程式, 영어: homogeneous system of linear equations)이라고 하며, 반대로 {\displaystyle b\neq 0}을 만족시키면, 비동차 연립 일차 방정식(非同次聯立一次方程式, 영어: non-homogeneous system of linear equations)이라고 한다.

## 풀이
계수를 체 {\displaystyle K}에서 취하는 연립 일차 방정식 {\displaystyle Ax=b}의 해의 집합은 공집합이거나, {\displaystyle K}-벡터 공간의 잉여류 {\displaystyle x_{0}+\ker A\subset K^{n}}를 이룬다. (여기서 {\displaystyle x_{0}}은 임의의 고정된 해이며, {\displaystyle \ker }는 핵이다.) 특히, 동차 연립 일차 방정식의 해들은 {\displaystyle K}-벡터 공간 {\displaystyle \ker A\subset K^{n}}을 이룬다.
구체적으로, 연립 일차 방정식 {\displaystyle Ax=b}의 해는 존재하지 않을 수도, 유일할 수도, 수많을 수도 있는데, 다음 세 조건이 서로 동치이다.
- {\displaystyle Ax=b}의 해는 존재한다.
- {\displaystyle b\in \operatorname {im} A} (여기서 {\displaystyle \operatorname {im} }는 상이다.)
- {\displaystyle \operatorname {rank} A=\operatorname {rank} (A|b)} (여기서 {\displaystyle \operatorname {rank} }는 계수이다.)

또한, 다음 두 조건이 서로 동치이다.
- {\displaystyle Ax=b}의 해는 유일하다.
- {\displaystyle A}는 가역 행렬이다.

특히, 동차 연립 일차 방정식은 영벡터를 자명한 해로 가지며, 해가 영벡터뿐일 필요충분조건은 계수 행렬이 (정사각) 가역 행렬인 것이다. 보다 구체적으로, 해공간의 차원은 다음과 같으며, 이를 계수-퇴화차수 정리라고 한다.
{\displaystyle \dim \ker A=n-\operatorname {rank} A}

### 가우스 소거법
가우스 소거법은 가감법을 사용하여 연립 일차 방정식을 푸는 방법이다. 기본 행 연산 {\displaystyle P}를 통해 첨가 행렬
{\displaystyle (A|b)}
을 계수 행렬이 기약 행 사다리꼴 행렬인 새로운 첨가 행렬
{\displaystyle (PA|Pb)}
로 변환시키면 된다.

### 크라메르 법칙
크라메르 법칙은 방정식의 개수와 미지수의 개수가 같고, 계수 행렬이 가역 행렬일 경우에 유일한 해를 구하는 공식이다. 이 유일한 해는 다음과 같다.
{\displaystyle x=A^{-1}b}
크라메르 법칙은 이를 다음과 같이 풀어쓴다.
{\displaystyle x_{i}={\frac {\det A_{i}}{\det A}}\qquad i=1,\dots ,n}
여기서 {\displaystyle A_{i}}는 {\displaystyle A}의 {\displaystyle i}째 열을 {\displaystyle b}로 대신하여 얻는 행렬이며, {\displaystyle \det }는 행렬식이다.

## 같이 보기
- 동차 연립일차방정식
- 방정식
- LAPACK
- 연립이원이차방정식

## 참고 문헌
- Abdelwahab Kharab; Ronald B. Guenther (2013). 《An Introduction to Numerical Methods A MATLAB Approach》 [이공학도를 위한 수치해석]. 학산미디어. ISBN 978-89-966211-8-8.